# 고대 타밀어

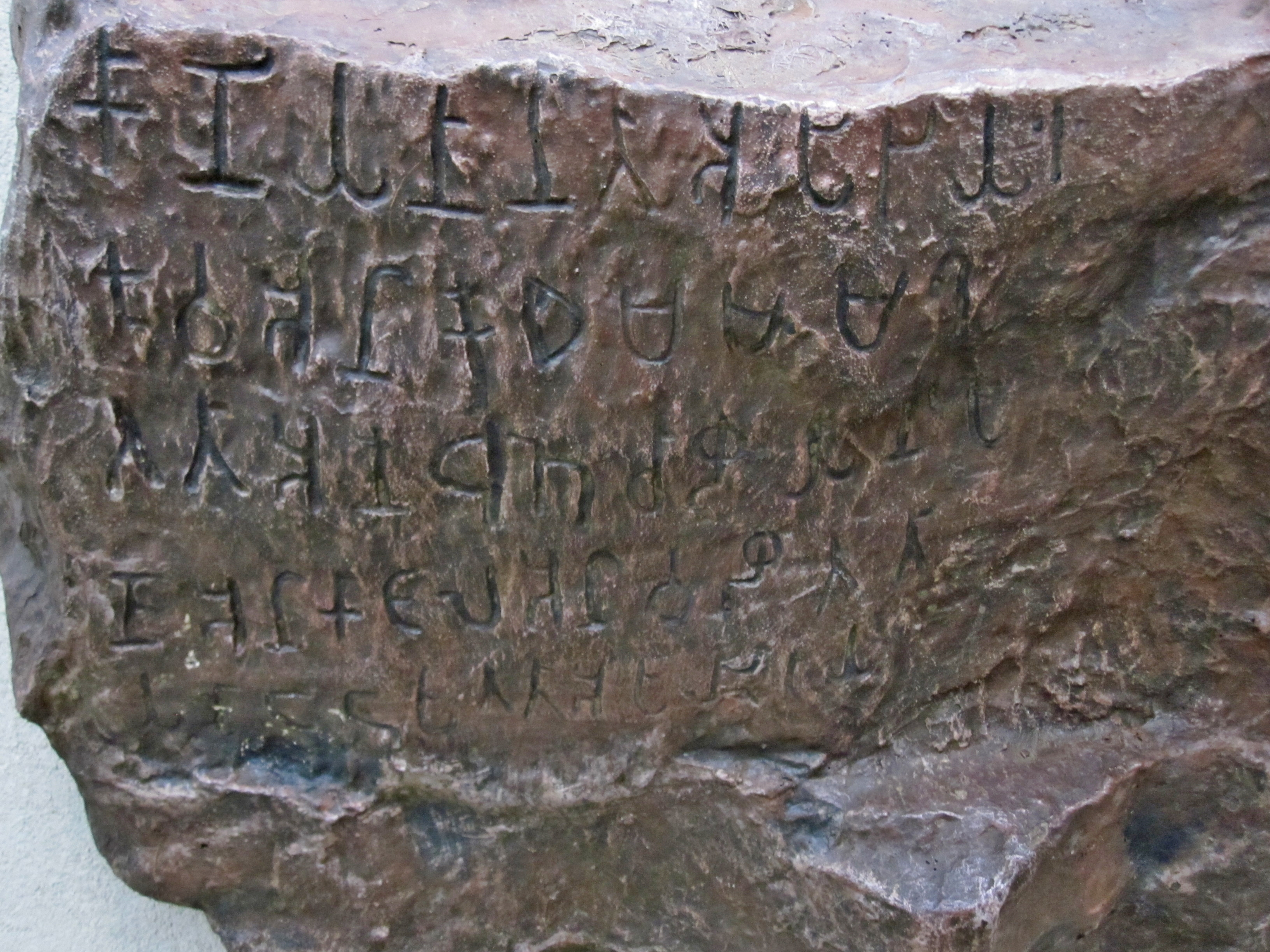
망굴람 타밀 브라흐미 새김글. 첸나이 다크신 치트라.

고대 타밀어는 기원전 6세기부터 서기 6세기까지 쓰인 타밀어의 옛 형태이다.
가장 오래된 고대 타밀어 기록은 기원전 3세기에서 기원전 2세기 사이에 동굴 벽과 토기에 새겨진 것들이다. 이들 새김글은 브라흐미 문자를 변형한 타밀 브라흐미 문자로 되어 있다. 고대 타밀어로 된 긴 글 중 가장 오래된 것은 타밀어 문법과 시학을 다룬 《톨카피얌》(Tolkāppiyam)으로, 그 내용 중 가장 오래된 부분은 기원전 2세기 중반까지도 거슬러 올라갈 수 있다. 고대 타밀어로 된 문학 작품도 많이 남아 있다. 상감 문학이라 불리는 2,381편의 시가 대표적이다. 이 시들은 대체로 기원전 1세기에서 서기 5세기 사이에 쓰인 것으로 생각되는데, 이것이 사실이라면 인도에서 가장 오래된 세속적 텍스트가 된다. 다른 고대 타밀어 문학 작품으로는 《티루쿠랄》(Thirukural), 《실라파티카람》(Silappatikaram), 《마니메칼라이》(Maṇimēkalai), 그 밖의 윤리적·교훈적 내용을 담은 글들이 있다. 이들은 서기 5세기에서 8세기 사이에 쓰였다.
고대 타밀어는 드라비다조어의 여러 특징을 보존하고 있다. 예를 들어 자음 체계, 음절 구조, 다양한 문법적 특징 등이 있다. 그 중 하나는 별도의 현재시제가 존재하지 않았다는 점이다. 드라비다조어처럼 고대 타밀어에는 과거시제와 비과거시제의 두 가지 시제만 있었다. 또한 고대 타밀어 동사는 별도의 부정 굴절형을 갖고 있었다. (예: kāṇēṉ [kaːɳeːn] காணேன்) “나는 보지 않는다”, kāṇōm [kaːɳoːm](காணோம் “우리는 보지 않는다”) 명사는 동사처럼 인칭 표지를 받을 수 있었다. (예: peṇṭirēm [peɳʈiɽeːm] பெண்டிரேம்) “우리는 여자들이다” < peṇṭir [peɳʈiɽ] பெண்டிர்) “여자들”, 1인칭 복수 표지 -ēm (ஏம்).
고대·중세·현대 타밀어 사이에는 상당한 문법적 차이가 있지만, 중세와 현대 타밀어 문법의 여러 특징은 고대 타밀어에서 그 뿌리를 찾을 수 있다.

## 참고 문헌
- Iravatham, Mahadevan (2003). 《Early Tamil Epigraphy》. Harvard University Department of Sanskrit and Indian Studies. ISBN 978-0-674-01227-1.
- Iravatham, Mahadevan (1970). 《Tamil-Brahmi Inscriptions》. State Department of Archaeology, Government of Tamil Nadu.
- Krishnamurti, Bhadriraju (2003). 《The Dravidian Languages》 (영어). Cambridge University Press. ISBN 978-05-11-48687-6.
- Lehmann, Thomas (1998).  Sanfordr, Steever, 편집. 《The Dravidian Languages》. Routledge. ISBN 978-04-15-41267-4.
- Steever, Sanford (1998), 〈Introduction〉,   Steever, Sanford, 《The Dravidian Languages》, London: Routledge, 1–39쪽, ISBN 978-0-415-10023-6
- Spuler, Bertold (1975). 《Handbook of Oriental Studies》. BRILL Academic. 44쪽. ISBN 90-04-04190-7.
- Tharu, Susie; Lalita, Ke, 편집. (1998). 《Women Writing in India: 600 B.C. to the Present, II: The Twentieth Century》. CUNY. ISBN 978-15-58-61028-6.
- Zvelebil, Kamil (1973). 《The Smile of Murugan: On Tamil Literature of South India》 (영어). BRILL. ISBN 978-90-04-03591-1.